# Ovalau (Fiyi)
Ovalau es la sexta isla más grande de Fiyi, y la isla más grande del grupo de islas Lomaiviti. Su centro administrativo es Levuka, que una vez fue la capital de Fiyi. Está localizada unos 60 km al noreste de la capital nacional Suva y 20 km de la costa este de Viti Levu. Tiene unos 13 km de largo y 10 de ancho, cubre un área total de 106,4 kilómetros cuadrados y tiene una población de alrededor de 9100 personas, aproximadamente la mitad de la población de Lomaiviti.
Ovalau se caracteriza por su topografía accidentada, con poca tierra plana aparte del valle de Lovoni en el centro de la isla. La isla es un cráter volcánico erosionado con un estrecho cinturón plano a ondulado entre la laguna circundante y los lados escarpados del cráter. Los picos más altos son Nadelaiovalau, con una altitud de 625 metros, en el este, y Tomuna con 526 metros en el sur.